# Karin Hänelová
Karin Hänelová ( * 28. května 1957) je bývalá německá atletka, halová mistryně Evropy ve skoku do dálky.

## Sportovní kariéra
Na začátku osmdesátých let patřila k evropské dálkařské špičce. V roce 1981 s stala halovou mistryní Evropy v této disciplíně v osobním rekordu 677 cm. O rok později se stala halovou vicemistryní Evropy.